# Timothy Keller
Timothy J. Keller (Pennsylvania, 1950. szeptember 23. – New York, 2023. május 19.) amerikai keresztyén író, előadó és a Redeemer Presbiteriánus Gyülekezet alapító lelkésze, New Yorkban.
Ő írta a The Reason for God: Belief in an Age of Skepticism (magyarul Hit és kételkedés. Meggyőző érvek Isten mellett, a Harmat-Koinónia gondozásában jelent meg), amely több díjat is kapott a World Magazine és Christianity Today újságoktól, és 7. volt a New York Times szépirodalmi bestseller listáján, 2008 márciusában.

## Élete
Keller Lehigh Valleyban, Pennsylvaniában nőtt fel. Alapképzését a Bucknell Egyetemen fejezte be 1972-ben, majd a Gordon-Conwell Teológiai Szemináriumon szerezte meg mesteri címét, 1975-ben, s végül a Westminster Teológiai Szemináriumon kapta meg a doktori címét 1981-ben. 
Kereszténnyé akkor lett, amikor a Bucknell egyetemen találkozott az Intervarsity keresztény közösséggel, amelynek később munkatársa is lett. 
Az Amerikai Presbiteriánus Egyház kihelyezte Virginiába, ahol kilenc évet szolgált, miközben ő volt az egyházban a belmisszióért felelős igazgató. 
A Westminster Teológiai Szeminárium-on is szolgált, ahol jelenleg helyettes professzor gyakorlati teológiában.

### Redeemer
Kellert 1989-ben kérte meg a Presbiteriánus Egyház, hogy indítsa el a Redeemert, miután két másik lelkész nem vállalta. Keller elvállalta, bár tapasztalatlan volt ezen a téren, s New Yorkban a már meglévő templomok is a fennmaradásukért küzdöttek. A gyülekezet a kezdeti 50 főről, 2008-ra már 5,000 fősre duzzadt, akik rendszeresen látogatják is a vasárnapi istentiszteleteket. Kellert emiatt sokan a legsikeresebb keresztény igehirdetőnek tartják a városban." 
Célszemélyei elsősorban fiatal városi szakemberek.
Bár istentiszteleteiben nem tér ki a nehezen emészthető keresztény igazságok elől, mégis másan cseng, mint más, a közszférában lévő keresztény. 
Elveti az evangelikál jelzőt a szó politikai, s keresztény fundamentalista mellékértelme miatt, s inkább ortodox keresztyénnek vallja magát, aki hisz az újjászületés fontosságában és a Biblia egészében."
A Redeemer létrehozott egy gyülekezetalapítást segítő központot 2001-ben és 175 különböző vallási felekezetetű gyülekezet alapításában segített New York környékén és az egész világon.A The New York Times azt írta, hogy különböző lelkipásztorok az egész világból zarándokolnak New Yorkba, hogy amit csak tudnak eltanuljanak Dr. Kellertől és a Redeemertől." 
Keller mindig fontosnak tartotta a keresztény szolgálatot és adakozást, úgy a gyülekezetében, mint az ő segítségükkel létrehozott többi gyülekezet életében is. 
A Christianity Today újság szerint a Redeemer Manhattan legélőbb gyülekezete, és egy 2006-os amerikai felmérés szerint, (ahol 2000 lelkészt kérdeztek meg), a 16. legbefolyásosabb gyülekezet Amerikában.

## Magánélete
Keller Roosevelt Islandon él, New Yorkban, feleségével Kathyvel, akivel közösen három gyerekük van: David, Michael és Jonathan.

## Magyarul megjelent művei
- Hit és kételkedés. Meggyőző érvek Isten mellett; ford. Daray Erzsébet; Harmat–Koinónia, Bp.–Kolozsvár, 2012, ISBN 978-973-165-056-2
- A tékozló Isten és két elveszett fia; ford. Szűcs Teri; Harmat, Bp., 2013, ISBN 978-963-288-127-0
- Bálványaink. Ismert és rejtőzködő istenek; ford. Gulyás Melinda; Harmat–Koinónia, Bp.–Kolozsvár, 2015
- Timothy és Kathy Keller: A házasságról. Illúziók és félelmek helyett kiteljesedés; ford. J. Füstös Erika; KIA–Harmat–Koinónia, Bp.–Kolozsvár, 2015
- Az önmagunkról való megfeledkezés szabadsága. Út az igazi keresztény örömhöz; ford. Gulyás Melinda; Harmat–Koinónia, Bp.–Kolozsvár, 2015
- Istennel a szenvedés kohójában; ford. J. Füstös Erika; Harmat–Koinónia, Bp.–Kolozsvár, 2016
- Hit és kételkedés. Meggyőző érvek Isten mellett; ford. Daray Erzsébet; 2. jav. kiad.; Harmat–Koinónia, Bp.–Kolozsvár, 2018
- Gyülekezet a központban. Evangéliumi szolgálat a városban; ford. Győri Péter Benjámin; Harmat–Kálvin–Luther, Bp., 2019
- Timothy és Kathy Keller: Házasság; ford. Szabadi István; Harmat–KIA, 2021 (Találkozás Istennel)
- Születés; ford. Szabadi István; ford. Szabadi István; Harmat–KIA, 2021 (Találkozás Istennel)
- Halál; ford. Szabadi István; Harmat–KIA, 2021 (Találkozás Istennel)